# Victor Laager
Victor Laager (* 4. Juli 1900 in Bischofszell; † 18. Mai 1985 in St. Gallen) war ein Schweizer Unternehmer.

## Leben
Victor Laager wurde am 4. Juli 1900 als Sohn des Unternehmers Gustav Laager in Bischofszell geboren. Bach dem Besuch der Kantonsschule in St. Gallen belegte er ein Maschinenbaustudium in Zürich und Darmstadt. Von 1926 bis 1931 war Laager als Betriebsassistent in der Papierfabrik seines Vaters in Bischofszell beschäftigt. Nach dessen Tod leitete Laager bis zum Jahr 1972 als Besitzer die Victor Laager Carton- & Papierfabrik Bischofszell. Daneben fungierte Laager als Vorstandsmitglied im Verband Schweizer Papier- und Papierstofffabrikanten, dem er anschliessend bis 1964 als Präsident vorstand. Darüber hinaus vermachte Laager Bischofszell zahlreiche Schenkungen und prägte als patriarchalischer Unternehmer die Firmenkultur bis zu seinem Tod. In der Schweizer Armee nahm er den Rang eines Obersts ein und gehörte von 1933 bis 1943 dem Generalstab an.
Victor Laager, der zweimal verheiratet war, verstarb im Alter von 84 Jahren.

## Ehrung
- Ehrenbürger von Bischofszell 1955

## Werke (Auswahl)
- Ein Rundgang durch Bischofszell. Buchdruckerei Salzmann,  Bischofszell 1965.
- Einige Militärdiensterinnerungen 1920-1970. Bischofszell 1970. Ergänzungen, 1974.
- Aus der Geschichte eines Familienunternehmens. Bischofszell 1985.

## Archive
- Staatsarchiv Thurgau: Papierfabrik Bischofszell